# 서동한
서동한(徐東漢, 2001년 3월 23일 ~ )는 대한민국의 축구 선수로, 포지션은 윙어이다. 현재 인천 유나이티드 소속이다.

## 기타
그의 아버지는 수원의 레전드 서정원의 셋째 아들이다.